# 죠스 (소설)

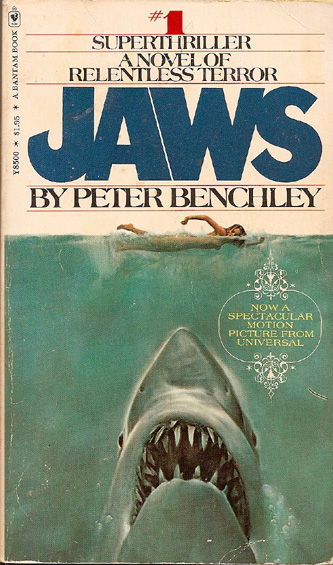

죠스(영어: Jaws)는 1974년 2월 미국의 작가 피터 벤츨리가 출판한 베스트셀러 소설이다.

## 줄거리
거대한 상어를 중심으로 인간 욕망과 그 한계, 궁극적 인간 승리를 그리고 있다. 뉴욕 근처 롱아일랜드 섬의 휴양지 애미티에 나타난 거대한 상어와의 혈투를 다룬다. 희생자가 여럿 나오지만 애미티 주민들은 돈벌이에 급급해 경찰서장 브로디의 해안 폐쇄 의견에 반대하고 또다시 여럿 희생자가 나온다. 결국 해안이 폐쇄되고 브로디와 퀸트, 후퍼는 상어를 잡으러 바다로 나간다. 이 소설을 바탕으로 스티븐 스필버그 감독이 1975년 <죠스>를 제작했다.

## 기타
- 소설 〈죠스〉는 대한민국에 〈아가리〉로 소개되었다.

KBS 스펀지 156회
스펀지 방영분 - 유튜브

## 같이 보기
- 죠스 (영화)